# 马锡五同志的审判方式
《马锡五同志的审判方式》是1944年3月13日发表在《解放日报》头版的一篇社论:108。作为此后中华人民共和国的一篇非常重要的司法文献，它对中国婚姻法的影响以及文化上的影响都非常深远。而这种具有中国特色的法律实践也常被称为马锡五审判方式。
社论提及了三个典型案件，前两件为土地纠纷案，后一件即是最为知名的封棒儿婚姻纠纷案:108。马锡五审判方式注重于民间调解。先定出一个自己认为能够让群众满意的方案，然后召开群众大会公开审理。

## 封棒儿案
封棒儿案是1943年在陕甘宁边区华池县发生的，一起因抢亲买卖婚而产生的诉讼案件。案件当事人、封彦贵之女时年18周岁（1925年农历五月十五日出生在庆阳县四乡，今华池县城壕乡）。《解放日报》文章称她为棒儿。据她自述乳名为封捧儿，封棒儿、封胖儿都不对。中华人民共和国建国后，她改名为封芝琴:109。
1928年，父母作主，封芝琴与大一岁的张柏订婚。张柏儿是封芝琴姑姑的婆家侄子，家住三乡（今华池县悦乐乡）。两人是娃娃亲，亦是青梅竹马、两小无猜。1941年起，因张家家贫，两人婚事被父亲封彦贵阻拦:63。1942年5月，父亲封彦贵因将女儿另外许配给他人。张家提出控告，并胜诉，后一次的订婚被取消。1943年春（或说1942年3月:108），封彦贵又把女儿许配给财主之子朱寿昌。张柏之父张金才闻讯，组织张金贵等二十余人，于3月13日携带棍棒等闯入封家抢亲:108。封彦贵在乡政府告了张家，包括张柏在内的张家人被拘留。封芝琴表达与张柏结婚的意愿后，张柏被释放。但张家人仍被拘押:63。封彦贵向县政府控告后，张金才被处徒刑6个月。张柏与封芝琴婚姻无效。张、封两家均对判决不满意:108。
封芝琴在张柏被释放后，曾向庆阳县县长申诉。县长认为这桩婚事是父母包办的买卖婚姻，封芝琴同意此桩婚姻，仍是错误的。封芝琴被关押一天一夜后，再度向陇东分区行署专员马锡五申诉。马锡五经过数日调查，在张柏家所在的三乡召开万人大会:63，同华池县干部重新审理案件。最终，认定张金才等抢亲属实，封彦贵买卖婚姻违背陕甘宁边区婚姻法。张金才、张金贵处以徒刑，其他参与抢亲者给予批评教育，封彦贵处以苦役以示警诫:108。
马锡五得出了一个让群众认可的判决：封彦贵受到处罚，官方说法是“封姓屡卖女儿，捣乱政府婚姻法，应受处罚”；而群众对最后这次审判的认可是愤慨于封彦贵为了得到更多的聘礼而赖掉以前已经定下的婚约。

## 评价
马锡五审判方式最重要的是群众。《马锡五同志的审判方式》中说：“马锡五同志的审判方式——这就是充分的群众的观点。”马锡五自己也说：“真正群众的意见，比法律还厉害。”把群众置于法律之上是“陕甘宁边区政府时期，审判制度建设成就之一”“是人民司法机关区别于旧社会的法院的一个标志”（见马锡五《新民主主义革命阶段中陕甘宁边区的人民司法工作》）
马锡五审判方式按照林伯渠的说法，其目的是为了说服教育群众。（见林伯渠《边区政府一年工作总结》）

## 影响
在这起案件的基础上衍生了许多文学创作。1944年，古元即创作了木刻版画《马锡五同志调解诉讼》，并于10月9日在《解放日报》第4版发表，描绘了这一事件，来赞扬马锡五的审判方式:109。
1945年7、8月在延安安塞上演的，陇东地区文艺工作者袁静创作的戏剧《刘巧儿告状》的基本情节就来自于这起案件。不久之后，说书人韩起祥听到了《刘巧儿告状》的故事，改编出了《刘巧团圆》，并成为他最经典的说唱曲目之一。刘巧儿的故事亦因此在陕甘宁边区广泛流传。后改编成评剧《刘巧儿》。1956年，长春电影制片厂拍摄了评剧电影《刘巧儿》。:109、110